# Курт (метеостанція)
Метеостанція «Курт» (нім. Wetter-Funkgerät Land-26) була автоматичною метеостанцією, спорудженою німецькою командою підводного човна Кріґсмаріне у північному Лабрадорі, домініон Ньюфаундленд, у жовтні 1943 року. Встановлення станції було єдиною відомою військовою операцією Німеччини на території Північної Америки під час Другої світової війни. Після війни вона була забута, поки її випадково не знайшли в 1977 році.

## Цілі встановлення

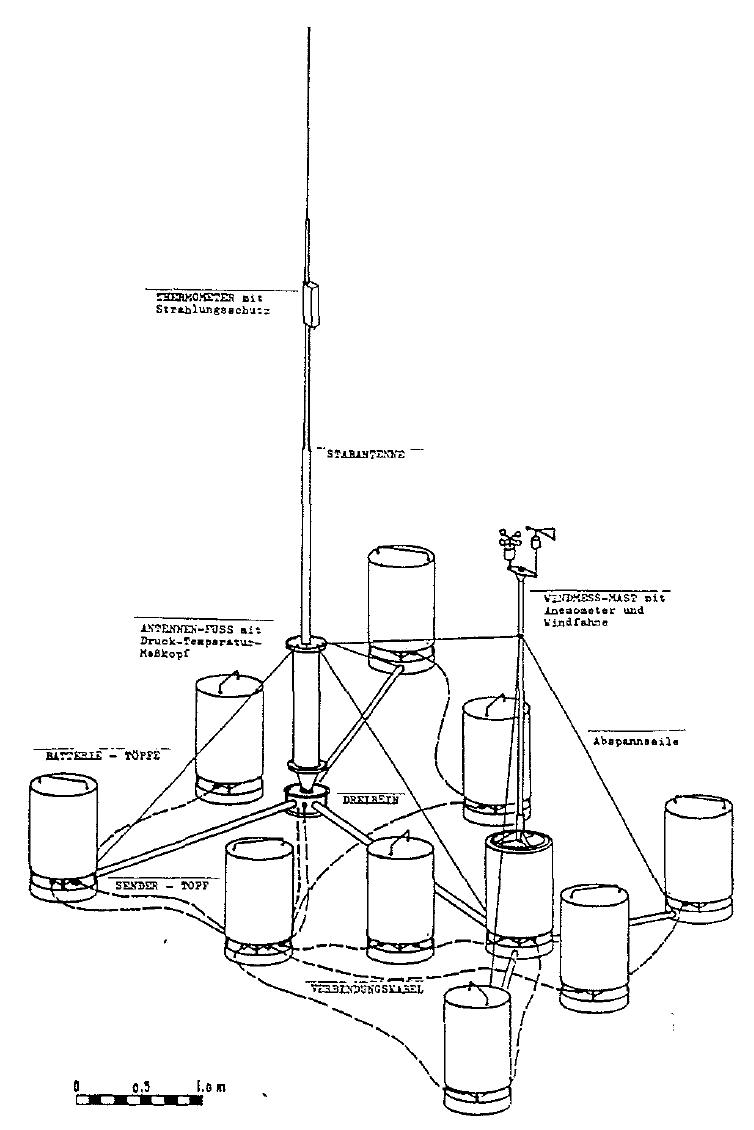
Діаграма розгорнутої Wetter-Funkgerät Land

В північній півкулі, такі атмосферні явища, як циклони, грози, снігопади як правило рухаються з заходу на схід, що давало союзникам велику перевагу. Мережа метеостанцій союзників у Північній Америці, Гренландії та Ісландії дозволяла союзникам робити більш точні прогнози погоди, ніж німцям.
Німецькі метеорологи для прогнозу погоди використовували інформацію, що надсилалася підводними човнами та метеорологічними кораблями, такими як Launburg, що перебували у Північній Атлантиці. Вони також користувалися звітами з таємних метеостанцій, що знаходилися у віддалених частинах Арктики та інформацією, зібраною спеціально обладнаними метеорологічними літаками.
Однак на початку війни союзники легко захопили кораблі та таємні станції. Інформації від літаків було недостатньо оскільки вони мали обмежену дальність польоту та зазнавали постійних атак союзників. Використання підводних човнів також було не ефективним оскільки постійні звіти про погоду порушували радіо мовчання, що давало змогу союзникам визначити їх місцеположення та відстежувати їх рухи за допомогою радіотриангуляції.

## Розробка та встановлення
Щоб збирати більше інформації про погоду, доктор Ернст Плотце та Едвін Стобе розробили автоматичну метеостанцію Wetter-Funkgerät Land (WFL). Двадцять шість були виготовлені компанією Siemens. WFL мав набір вимірювальних приладів, систему телеметрії та 150-ватний передавач типу Lorenz 150 FK. Станція складалася з десяти циліндричних каністр, кожна важила близько 100 кілограм. Одна з каністр містила інструменти і була прикріплена до 10 метрової щогли антени. Друга, коротша щогла, мала на собі анемометр і флюгер. Інші каністри містили нікель-кадмієві батареї, які живили систему. Станція повинна була 

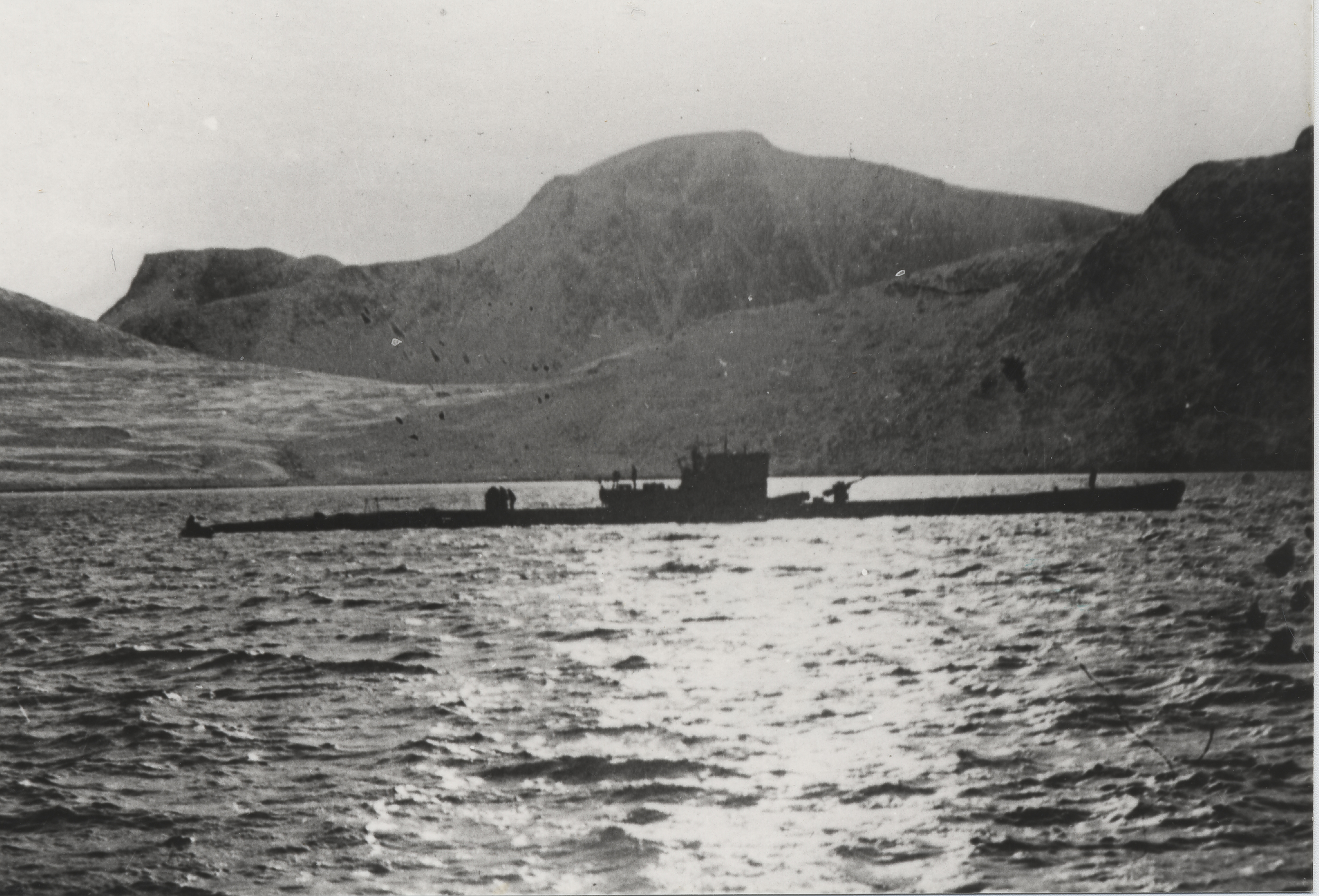
Підводний човен типу IXC/40 U-537 на якорі в Мартін-Бей, Лабрадор

надсилати показання погоди кожні три години під час двохвилинної передачі на частоті 3940 кГц. Система могла працювати автономно до шести місяців, залежно від кількості акумуляторів. Чотирнадцять станцій було встановлено в арктичних і субарктичних регіонах (Гренландія, острів Ведмежий, Шпіцберген і Земля Франца-Йосипа) і ще п'ять — навколо Баренцева моря. Дві з них були призначені для Північної Америки. Одна станція була встановлена у 1943 році екіпажем підводного човна U-537, але підводний човен, U-867, який мав на борту другу станцію, затонув у вересні 1944 року, в результаті дій британської авіації.
18 вересня 1943 року підводний човен U-537 під командуванням капітан-лейтенанта Петера Шреве відплив з Кіля, Німеччина, на своє перше бойове патрулювання. Він мав на своєму борту WFL-26 під кодовою назвою «Курт», метеоролога доктора Курта Зоммермайера та його помічника Вальтера Хільдебранта. По дорозі підводний човен потрапив у шторм, де він зазнав значних пошкоджень, включаючи протікання в корпусі та втрату четверної зенітної гармати підводного човна, що залишило його повністю беззахисним перед авіацією союзників.

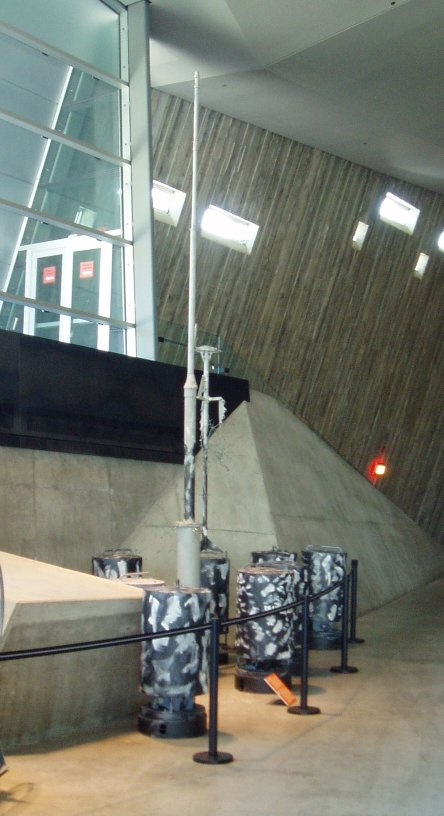
Метеостанція Kurt на виставці в Канадському військовому музеї (2007)

22 жовтня підводний човен U-537 прибув до затоки Мартін на півночі Лабрадору (60° 5′ 0,2" пн. ш. 64° 22′ 50,8" зх.д.) що знаходиться поблизу мису Чідлі у північно-східній частині Лабрадору. Шреве спеціально вибрав місце далеко на північ, щоб зменшити ризик виявлення метеостанції інуїтами. Протягом години після спущення якоря розвідувальна група знайшла придатне місце, і незабаром після цього доктор Зоммермайер разом з його помічником і десятьма матросами висадилися, щоб встановити станцію. На прилеглій височині було розміщенні озброєнні вартові, а решта членів екіпажу займалися ремонтом пошкодженого після шторму підводного човна. Щоб ввести в оману всіх, хто міг би натрапити на станцію, було розкидано велику кількість порожніх пачок американських сигарет. Для того щоб уникнути підозр у разі виявлення на одній з каністр було написано «Канадська метеорологічна служба», хоча німці зробили помилку і написали «Canadian Meteor Service» замість «Canadian Weather Service». Служби в Канаді ніколи не існувало. Крім того, територія, на якій було встановлено станцію, була частиною домініону Ньюфаундленд; частиною Канади вона стала після 1949 року. Команда працювала всю ніч, щоб встановити «Курта» та відремонтувати підводний човен. Вони закінчили лише через 28 годин, і, переконавшись, що станція дійсно працює, U-537 вийшла в океан. Метеостанція працювала лише місяць, перш ніж остаточно вийшла з ладу за загадкових обставин, можливо через те, що її радіопередачі були заглушені. Підводний човен здійснив бойове патрулювання в районі Гранд-Бенк в Ньюфаундленду, під час якого він пережив три атаки канадської авіації, але не зміг потопити жодного корабля. Підводний човен прибув до порту Лорьян, Франція, 8 грудня після сімдесяти днів у морі. Через одинадцять місяців затонув разом з усіма членами екіпажу поблизу Голландської Ост-Індії.

## Повторне відкриття
Про станції було забуто до 1977 року, коли геоморфолог, Пітер Джонсон, який працював над непов'язаним проектом, натрапив німецьку метеостанцію. Він спочатку подумав, що це Канадський військовий об'єкт, і назвав його «Мартін-Бей 7». Приблизно в той же час відставний інженер компанії Siemens Франц Селінгер, який писав про історію компанії, переглядав документи Зоммермайєра і дізнався про існування станції.
Він зв'язався з істориком Міністерства національної оборони Канади В. А. Б. Дугласом, який вирушив на місце з командою в 1981 році та знайшов станцію все ще там, хоча каністри були відкриті і все, що знаходилось в середині було розкидано навколо станції. Метеостанцію «Курт» було вивезено до Канадського військового музею в Оттаві.